# Wordfast
Wordfast — семейство программ, выполняющих автоматизированный перевод (англ. computer-assisted translation), поддерживающих память переводов (англ. translation memory). Подобно другим программам этого класса, например, SDL Trados, MemoQ, Déjà Vu, OmegaT позволяет выполнять сегментацию исходного текста на основе регулярных выражений, использовать точные (англ. exact) и неточные (англ. fuzzy) соответствия с уже переведёнными фрагментами, создавать и использовать глоссарии терминов, выравнивать (англ. alignment) ранее выполненные переводы с загрузкой в базу данных переводов, искать контексты в базах данных переводов, работать с ключевыми словами и т.д.
В настоящее время ПО Wordfast работает на нескольких платформах, со сходными оболочками и похожими наборами команд и в целом совместимыми форматами данных. ПО семейства Wordfast особенно популярны среди переводчиков-фрилансеров, но некоторые из них используются и в более крупных компаниях. 
Главный офис "Вордфаст" находится в Нью-Йорке, США, но большая часть разработки программного обеспечения осуществляется в Париже. 
Кроме того, компания имеет службу поддержки в Чехии.

## История и разработка
Ив Шампольон (Yves Champollion) начал разработку первой версии Wordfast в Париже в 1999 году. Эта программа представляла собой набор макросов, которые работали в Microsoft Word 97 и более поздних версиях Word. В то время и другие ПО памяти переводов, как например, SDL Trados, работали в Microsoft Word.
Это приложение на базе Microsoft Word, которое теперь известно как Wordfast Classic, было некоммерческим до конца 2002 года.
Компания "Вордфаст" была создана в 2006 году.  До этого момента Ив Шампольон разрабатывал программу как частное лицо.
В январе 2009 года "Вордфаст" выпустил Wordfast Translation Studio, которое включает в себя Wordfast Classic и независимое приложение памяти переводов Wordfast Professional на основе Java. 
Wordfast Classic и Wordfast Professional распространяются как вместе, так и по отдельности.
В мае 2010 года было выпущено бесплатное онлайн приложение Wordfast Anywhere. 
С помощью Wordfast Anywhere переводчики могут работать над проектами на любом терминальном оборудовании, в котором есть подключение к интернету, например, на смартфоне, переносном компьютере или планшетном компьютере. 
В июле 2010 года у Wordfast Anywhere было 5 000 зарегистрированных пользователей, , но к ноябрю того же года количество зарегистрированных пользователей удвоилось.
В апреле 2016 года компания "Вордфаст" выпустила Wordfast Pro 4, которое является значительным обновлением более ранней версии ПО. 
Это приложение включает в себя расширенные функции работы над переводами, такие, как редактор WYSIWYG (англ. What You See Is What You Get), поддержка создания многоязычных файлов перевода, проверка качества в реальном времени и эффективный фильтр переводов текста.

## Продукты

### Wordfast Classic
ПО Wordfast Classic, состоящее из макрокоманд, работает в Microsoft Word 97 или в более поздних версиях на любой платформе. 
Новые функций поддержки требуют более поздних версий Microsoft Word, но большинство функций продолжают работать в Microsoft Word 97. 
Документ, переведенный с помощью Wordfast Classic, преобразовывается во временный двуязычный документ, содержащий разбитые на сегменты исходный текст и перевод. 
В окончательной версии файла ПО удаляет сегменты на языке исходного текста.  
ПО Trados 5, WordFisher и Logoport используют такой же рабочий процесс как Wordfast Classic.
Первая версия Wordfast Classic называлась Wordfast version 1. 
Первая версия, которую разработал Ив Шампольон, была выпущена в 1999 году.
Вторая версия Wordfast Classic использовалась только в бюро переводов Linguex. 
В конце 1999 года Linguex приобрело права на использование ПО в течение девяти месяцев для его штатных переводчиков и  переводчиков-фрилансеров. В течение этих девяти месяцев в Wordfast были добавлены новые функции, как контроль качества, основанный на правилах и на глоссарии, и также сетевая поддержка. 
Третья версия была выпущена после закрытия фирмы Linguex. 
Эта версия была бесплатной, но пользователям этой программы нужно было регистрироваться.
В середине 2001 года разработчики Wordfast подписали соглашение о совместном предприятии с бюро переводов Logos для распространения программы в Великобритании через фирму Champollion Wordfast Ltd.  Совместное предприятие закрылось в августе 2001 года.
Первоначально третья версия Wordfast была бесплатной, но требовала регистрацию с серийным номером, сгенерированным компьютером пользователя. 
В октябре 2002 года Wordfast стал коммерческим продуктом с трехлетней лицензией по цене 170 евро для пользователей из промышленно развитых стран. 
В других странах лицензия стоила сначала 50 евро, и позже 85 евро.

### Wordfast Anywhere
Wordfast Anywhere — бесплатная версия Wordfast на базе браузера. Команды и интерфейс пользователя этой программы схожи с Wordfast  Classic. 
ПО Wordfast Anywhere был официально выпущено в мае 2010 года, несмотря на то, что бета-версии можно было использовать уже в мае 2009 года. До момента выпуска программного обеспечения было еще неясно, остается ли оно бесплатным и после выпуска. 
Хотя использование ПО является бесплатным, оно имеет некоторые ограничения:
- максимум 10 исходных файлов одновременно
- максимум миллион сегментов на аккаунт
- максимум 100 000 сегментов на одну память переводов
- максимум 100 000 записей в глоссарии на аккаунт
- максимальный размер файла 2 МБ, в случае необходимости в архивированной форме

В соответствии с политикой конфиденциальности ПО Wordfast Anywhere, все документы, загруженные на сервер, являются конфиденциальными и не передаются третьим лицам.  
Пользователи ПО могут использовать систему машинного перевода и обширную, общедоступную память переводов, защищенную от записи.
Wordfast Anywhere также можно использовать на мобильных устройствах, таких как смартфоны и планшетные компьютеры.
С апреля 2011 года в ПО Wordfast Anywhere включается оптическое распознавание документов в формате PDF. 
Wordfast Anywhere поддерживает следующие форматы:
- Microsoft Word (DOC/DOCX)
- Microsoft Excel (XLS/XLSX)
- Microsoft PowerPoint (PPT/PPTX)
- Rich Text Format (RTF)
- текстовые файлы (TXT)
- HTML
- InDesign (INX)
- FrameMaker (MIF)
- TIFF (TIF/TIFF)
- PDF-файлы, которые можно редактировать или в которых можно применять распознавание текста.

Wordfast Anywhere не поддерживает документы в формате OpenDocument.

### Wordfast Pro
Wordfast Pro — это автономное, работающее на разных платформах (Windows, Mac, Linux) приложение памяти переводов, с помощью которого переводчики могут работать в двуязычной среде, использовать тексты, которые были переведены раньше и пользоваться терминологическими базами.
Руководители проекта и переводчики могут пользоваться такими продвинутыми функциями Wordfast Pro, как предварительный перевод, пакетной обработкой и контролем качества.
В Wordfast Pro 3 установлен плагин Project Manager, который ускоряет работу руководителей проекта. Также в Wordfast Pro 4 есть функции для руководителя проекта, как Quick Tools, которыми пользуются для обработки файлов до начала перевода.
Приложения памяти переводов Wordfast Pro поддерживают все языки, которые поддерживает Microsoft Word.
Функция transcheck помогает осуществлять контроль качества в режиме реального проверку орфографии и единообразности терминологии.
В обеих версиях ПО пользователь может создавать и использовать неограниченное количество памятей переводов и глоссариев.
В одной памяти переводов сохраняется до 1 000 000 единиц перевода, а в одном глоссарии — до 250 000 поисковых слов.
Пользователь может давать доступ к своей памяти переводов с помощью Wordfast Server.
Новейшее отдельное приложение памяти переводов Wordfast Pro 4 содержит, например, кроме свойств Wordfast 3, редактор WYSIWYG и возможность объединения файлов.
Wordfast Pro 3 работает на платформах Windows, Mac и Linux, и Wordfast Pro 4 работает в платформах Windows и Mac.
Wordfast Pro поддерживает следующие форматы:
- Microsoft Word (DOC/DOCX)
- Microsoft Excel (XLS/XLSX)
- Microsoft PowerPoint (PPT/PPTX)
- Visio (VSD/VDX/VSDX)
- Portable Object (PO)
- Rich Text Format (RTF)
- текстовые файлы (TXT)
- HTML (HTML/HTM)
- XML
- ASP
- JSP
- InDesign (INX/IDML)
- InCopy (INC)
- FrameMaker (MIF)
- Quark (TAG)
- Xliff (XLF/XLIFF)
- SDL Trados (SDLXLIFF/TTX)
- редактируемые PDF-файлы.

Wordfast Pro не поддерживает файлы в формате OpenDocument.
Wordfast Pro 4 подвергался критике из-за медленной работы программы.
Загрузка программы происходит дольше предыдущих версий, а перемещение из одного сегмента в другой занимает слишком много времени.

### Plus tools
Plus tools — это пакет приложений, разработанный для пользователей Wordfast Classic, в который входят такие продвинутые функции, как распознавание текста и выравнивание.

### VLTM Project (Very Large Translation Memory)
При помощи приложения VLTM Project пользователи могут использовать очень большую общую памяти переводов или создавать отдельную рабочую группу, члены которой могут давать друг другу доступ к своим памятям переводов.

### Wordfast Server
Wordfast Server (WFS) — это сервер памяти переводов, который совместим с Wordfast Classic, Wordfast Pro и Wordfast Anywhere. На сервере можно разрешать доступ к своей памяти переводов в режиме реального времени пользователям, находящимся в любой точке земного шара.
WFS поддерживает памяти переводов в форматах TMX и Wordfast TM. Этот сервер может одновременно обслуживать не более 50 000 пользователей и поддерживать до тысячи памятей переводов, из которых каждая может заключать в себе до миллиарда сегментов.
Поддерживаемые форматы памяти переводов и глоссариев
Памяти переводов и глоссарии Wordfast—простые текстовые файлы в формате csv, которые можно открывать и редактировать в  текстовом редакторе. 
ПО Wordfast также поддерживают импорт и экспорт файлов TMX и таким образом можно обмениваться данными между другими известными приложениями АП.
Wordfast Pro поддерживает формат TBX , что делает возможным и экспорт/импорт терминологических баз данных в другие приложения АП.
Продукты Wordfast поддерживают создание под одним аккаунтом нескольких памятей переводов и глоссариев. 
В память переводов Wordfast вмещается не более миллиона сегментов, а в глоссарий - не более 25000 слов на один аккаунт.
В Wordfast можно пользоваться памятями переводов, хранящимися на сервере, и получать помощь от ПО машинного перевода , например, из Google Translate и Microsoft Translator.

## Документация и поддержка
Полное руководство пользователя ПО можно скачать на веб-странице Wordfast. 
Для Wordfast Pro и Wordfast Anywhere существует также веб-страницы поддержки. 
В Wordfast Wiki пользователи получают помощь для того, чтобы начать пользоваться программой, советы по работе, ответы на часто задаваемые вопросы и общую информацию о ПО.  
На англоязычном канале Wordfast в YouTube доступны обучающие видео.
Пользователям, которые приобрели лицензию, Wordfast предлагает бесплатную техническую поддержку.  
Пользователи также могут воспользоваться бесплатными веб-форумами технической поддержки, которые существуют на разных языках.
Пользователям Wordfast также доступны 19 списков рассылки на разных языках, которые основаны на базе веб-форума Yahoo Groups!. 
Они предназначены для связи между пользователями  и для обсуждения проблем.

## Цены и лицензии
Wordfast Classic и Wordfast Pro могут быть приобретены отдельно, и в этом случае стоимость лицензии составляет 400 евро за одну программу, или вместе, и тогда стоимость лицензии составляет 500 евро. 
В некоторых странах существуют специальные скидки. Оптовая скидка применяется при покупке трех или более лицензий. 
Для обеспечения стабильной работы продукта все лицензии Wordfast включают в себя в течение трех лет с момента покупки бесплатную поддержку через электронную почту, бесплатные обновления на новые версии ПО, а также право на продление лицензии ПО.
Через три года пользователи могут продлить лицензию на три года со скидкой 50% от стандартной цены момента покупки.

## Обучение
На сайте Wordfast находится список квалифицированных инструкторов Wordfast в разных странах.